# Radim Kořínek
Radim Kořínek (* 1. prosince 1973 Olomouc) je bývalý český závodník na horském kole (disciplína cross country).
Na olympiádě v Sydney startoval i v silničním závodě jednotlivců. Je historicky jedním z nejúspěšnějších českých bikerů. Začínal v Sigmě Olomouc (silnice a cyklokros), poté přešel do střediska mládeže v Uničově, pak závodil za týmy Olpran Plzeň (1992–1994), Česká spořitelna MTB Team (1994–2002 a 2004–2005), Olpran - Dominator (2003) a Maxidek Cannondale (2006–2007). Závodil na kolech Cannondale, Morati, Superior, Olpran. Je dvojnásobným účastníkem Olympijských her – dosáhl nejlepšího olympijského výsledku českých bikerů, dokud ho v roce 2008 nepřekonal Jaroslav Kulhavý. Do roku 2009, kdy jej překonal Milan Spěšný, byl držitelem nejlepšího umístění českých bikerů v cross country na Mistrovství Evropy – 14. místo z Curychu v roce 2002. Rovněž je pětinásobným mistrem České republiky (2× DH, 1× XCO, 1× XCM a 1× štafeta). Jeho nejlepším umístěním v závodech Světového poháru bylo dvakrát 15. místo, v celkovém pořadí Světového poháru 1998 byl patnáctý. Se závodní kariérou se oficiálně rozloučil v Oderské Mlýnici 29. září 2007. V současnosti provozuje vlastní cyklistický obchod (Bike centrum Kořínek) a spinning centrum (od roku 2004) v Olomouci a je manažerem olomouckého týmu Odlo Specialized (dřívější DekTrade/DekHome Cannondale). Je ženatý, má dvě dcery – Dominiku a Natali. Měří 182 cm, váží 68 kg (2006).

## Výsledky
- 1993: MČR MTB - downhill, 1. místo
- 1994: MČR MTB - downhill, 1. místo
- 1998: MČR MTB - cross country, 1. místo
- 1999: MS MTB - cross country v Åre – 34. místo
- 2000: ME MTB - cross country v Rhenen - 20. místo
- 2000: LOH v Sydney - 29. místo
- 2000: MČR MTB - štafeta, 1. místo (s Kateřinou Neumannovou a Davidem Káškem)
- 2002: MČR MTB - bikemaraton, 1. místo
- 2002: ME MTB - cross country v Curychu - 14. místo
- 2002: MS MTB - cross country v Kaprunu - 27. místo
- 2003: ME MTB - cross country v Grazu - 22. místo
- 2004: LOH v Athénách - 22. místo
- 2005: ME MTB - cross country - 30. místo